# 绒星天蛾
绒星天蛾（学名：Dolbina tancrei）是鱗翅目天蛾科的一种，成虫翅长30～35毫米。体翅灰黄色，杂有白色鳞毛。肩板有两条弧形黑线。前翅内线、中线和外线皆为深色波浪状，中室有一明显的白星。后翅棕褐色。主要以木犀科的水蜡树、女贞和榛皮等为寄主，单产卵于寄主叶面，卵为灰绿色。老熟幼虫长60～65毫米。头部为长三角形。身体粉绿色。本种天蛾主要分布于亚洲南部和东部地区。